# 아우토반 995호선
아우토반 995호선(Bundesautobahn 995, BAB 995, A 995)은 뮌헨에서 브룬탈까지 이어주는 아우토반 노선으로, 바이에른주를 관통하는 지선형 고속도로이기도 하다. 기점에서는 독일 연방도 제2호선과 접촉하는 반면, 종점에서는 아우토반 8호선 및 아우토반 99호선과도 연결된다.

## 주요 접촉 도로
- 아우토반 8호선
- 아우토반 99호선